# Artangel
Artangel è un'associazione culturale nata nel 1985 a Londra con l'obiettivo di produrre progetti d'artista tramite l'aiuto di finanziamenti pubblici e privati.

## Storia
Dai primi anni novanta ad oggi Artangel ha collaborato con svariate istituzioni pubbliche come l'Arts Council of England, il London Arts Board e la Lotteria Nazionale e con sponsor come Beck’s, The Times e The Bloomberg. In stretta correlazione all'associazione Artangel si sviluppa la fondazione “The Company of Angels” tramite la quale si ottengono parte dei finanziamenti dei progetti d'artista.
I direttori di Artangel sono dal 1991 James Lingwood e Michael Morris i quali hanno sviluppato più di trenta progetti collaborando con diversi artisti tra cui Matthew Barney, Brian Eno, Douglas Gordon, Gabriel Orozco, Tony Oursler e Rachel Whiteread. I progetti d'artista coordinati dall'associazione Artangel consistono di installazioni, sculture, videoproiezioni, film,ambienti sonori e performance in luoghi esterni agli spazi convenzionali dell'arte contemporanea.

## Progetti 1992-2010
- 1992 Stephan Balkenhol, Head of a Man / Figure on a Buoy
- 1992 Juan MuNoz, Untitled (Monument)
- 1992 Michael Clark, Mmm...
- 1992 Hans-Peter Kuhn, Five Floors
- 1992 Helen Chadwick / David Wojnarowicz, Mundo Positive
- 1993 Melanie Counsell, Coronet Cinema
- 1993 Bethan Huws / The Bistritsa Babi, Work for the North Sea
- 1993 Rachel Whiteread, House
- 1994 Graeme Miller / Mary Lemley, Listening Ground, Lost Acres
- 1995 Tatsuo Miyajima, Running Time / Clear Zero
- 1995 Brian Eno / Laurie Anderson, Self Storage
- 1995 Matthew Barney, Cremaster 4
- 1995 Robert Wilson / Hans-Peter Kuhn, H.G.
- 1996 Gabriel Orozco, Empty Club
- 1997 Dana Caspersen / William Forsythe / Joel Ryan, Tight Roaring Circle
- 1997 Neil Bartlett, The Seven Sacraments of Nicolas Poussin
- 1997 Gavin Bryars / Juan MuNoz, A Man in a Room, Gambling
- 1997 Alain Platel / Arne Sierens, Bernadetje
- 1998 Ilya & Emilia Kabakov, The Palace of Projects
- 1998 Neil Bartlett / Nicolas Bloomfield / Leah Hausman, Seven Sacraments
- 1998 Scanner, Surface Noise
- 1998 Augusto Boal, The Art of Legislation
- 1998 Richard Billingham, Fishtank
- 1999 John Berger / Simon McBurney, The Vertical Line
- 1999 Douglas Gordon, Feature Film
- 1999 Rachel Lichtenstein / Iain Sinclair, Rodinsky's Whitechapel
- 1999 Janet Cardiff, The Missing Voice (Case Study B)
- 1999 Deborah Bull / Gill Clarke / Siobhan Davies, 13 Different Keys
- 2000 Jem Finer, Longplayer
- 2000 Susan Hiller, Witness
- 2000 Tony Oursler, The Influence Machine
- 2001 Michael Landy, Break Down
- 2001 Alain Platel and The Shout / Sophie Fiennes, Because I Sing
- 2001 Jeremy Deller / Mike Figgis, The Battle of Orgreave
- 2002 Atom Egoyan, Steenbeckett
- 2002 Richard Wentworth, An Area of Outstanding Unnatural Beauty
- 2002 Steve McQueen, Caribs' Leap / Western Deep
- 2002 Shoja Azari / Sussan Deyhim / Ghasem Ebrahimian / Shirin Neshat, The Logic of the Birds
- 2002 Matthew Barney, The Cremaster Cycle screening / Cremaster Field
- 2003 Giya Kancheli, Imber
- 2003 Cameron Jamie Kranky Klaus / BB / Spook House
- 2003 Donald Urquhart/Chris Robson, Noel Noir
- 2003 David Blandy, Backslang
- 2004 Gregor Schneider, Die Familie Schneider
- 2005 Kutlug Ataman, Küba
- 2005 Wendy Ewald, Towards A Promised Land
- 2005-06 Vari, Nights of London
- 2005 Francis Alÿs, Seven Walks
- 2007 Roni Horn, VATNASAFN / Library of Water
- 2007 Ruth Ewan, Did You Kiss the Foot that Kicked You?
- 2007 Penny Woolcock, Exodus
- 2007 Paul Pfeiffer, The Saints
- 2008 Vari, TAZ
- 2008 Catherine Yass, High Wire
- 2008 Heiner Goebbels, Stifter's Dinge
- 2008 Roger Hiorns, Seizure
- 2008 Melanie Gilligan, Crisis in the Credit System
- 2009 Alan Kane, Life Class: Today's Nude
- 2009 Charles LeDray, Mens Suits
- 2009 Karen Mirza & Brad Butler, The Museum of Non Participation
- 2010 Oreet Ashery, Staying: Dream, Bin, Soft Stud and Other Stories
- 2010 Clio Barnard, The Arbor
- 2010 Judith Clark and Adam Phillips, The Concise Dictionary of Dress
- 2010 Sarah Cole and Coram young parents, Smother
- 2010 Mike Kelley, Mobile Homestead